# Gerson Santos da Silva
Gerson Santos da Silva, ismert nevén Gerson (Belford Roxo, 1997. május 20. –) brazil labdarúgó, a Flamengo  játékosa.

## Pályafutása

### Klubcsapatokban

#### A kezdetek – Fluminense
Gerson Santos da Silva 1997-ben a Rio de Janeiro állambeli Belford Roxóban született és 2012-ben csatlakozott a Fluminense utánpótlásához. 2014. augusztus 28-án felvitték a nagy csapat keretébe, és felkerült a 22 fős listájára a Copa Sudamericanán. 2014. november 12-én új, ötéves szerződést írt alá a csapattal. Teljesítményének köszönhetően is Európából érdeklődött után az FC Barcelona, az Atlético Madrid és a Juventus is, viszont végül egyik alakulat sem tett komoly ajánlatot érte.
2015. február 22-én mutatkozott be a Fluminense felnőttjei között a második félidőben, csereként a CR Vasco de Gama elleni 0–1-es vereség alkalmával a Campeonato Carioca fordulóban. Március 8-án szerezte első gólját, egyben csapata második találatát a Botafogo elleni 3–1-es hazai győzelem során. A bajnokságban 12 mérkőzésen lépett pályára, és négy gólt szerzett. 2015. május 9-én debütált a Série A-ban, a Joinville elleni 1–0-s győzelemben.

#### AS Roma és Fiorentina
2016. január 4-én az olasz élvonalban szereplő AS Roma igazolta le 15 millió euró ellenében. November 27-én mutatkozott be a Pescara ellen. Egy évvel később, 2017. november 5-én duplázni tudott a Fiorentina ellen. 2018. július 20-án a nyári átigazolási időszakban épp utóbbi csapathoz került kölcsönbe, 2019. június 30-ig.

#### Flamengo
2019. július 12-én hazatért és 2023-ig aláírt a CR Flamengo alakulatához. A 11,8 millió eurós átigazolási díj akkoriban a legdrágább brazil játékossá tette, akit egy brazil klub valaha szerződtetett.
Az egyesülettel megnyerte 2020-ban a Brasileirao Supercopát, a 2021-es Campeonato Carioca bajnokságot, és segített a 2021-es Copa Libertadores 16 közé jutásában.

#### Marseille
2021. június 9-én a francia Olympique de Marseille bejelentette, hogy egy kombinált szerződés keretein belül megállapodott a Flamengóval. Sikeres orvosi vizsgálatokat követően ötéves szerződést írt alá a klubbal július 1-jén és a 8-as számú mezt kapta meg.

#### Újra a Flamengo
2023. január 3-án jelentették be, hogy a visszatér a Flamengo csapatához.

### A válogatottban
Többszörös brazil utánpótlás válogatott. 2014. november 27-én meghívót kapott a 2015-ös dél-amerikai ifjúsági labdarúgó-bajnokságra. Január 15-én debütált a Chile elleni 2–1-es győzelem során, majd ezt követően minden találkozón pályára lépett.
2019 novemberében a brazil válogatott szövetségi kapitánya, Tite kijelentette, hogy figyeli a játékos pályafutásának alakulását és lehetőségeit. Decemberben Gerson hivatalosan kérte, hogy ne híják be az U23-as csapat keretébe a nyári olimpia januári selejtezőmeccseire, a klubcsapatában teljesített intenzív időszak után. 2021 májusában meghívót kapott a Zöld-foki-szigetek és a Szerbia elleni barátságos mérkőzésekre, a 2020-as nyári olimpia előtt. Július 2-án azonban bejelentették, hogy Marseille megvétózta részvételét a tornán.
2021. szeptember 2-án a felnőtt nagy válogatottban is bemutatkozott a Chile elleni világbajnoki selejtezőn, idegenben 1–0-s győzelmet aratva. A félidőben Bruno Guimarães cseréjeként küldték pályára.

## Statisztikái

### A válogatottban
2021. november 16-án frissítve.
| Nemzeti csapat | Év       | Mérkőzés | Gól |
| -------------- | -------- | -------- | --- |
| Brazília       | 2022     | 4        | 0   |
| Összesen       | Összesen | 4        | 0   |

## Sikerei, díjai

### Klubcsapatokban
Fluminense
- Primeira Liga: 2016

 Flamengo
- Série A: 2019, 2020
- Brazil szuperkupa: 2020, 2021
- Carioca állami bajnokság: 2020, 2021
- Copa Libertadores: 2019
- Recopa Sudamericana: 2020

### Egyéni
- Série A – Az év csapata: 2019, 2020
- Carioca állami bajnokság – Az év csapata: 2020, 2021
- Bola de Prata: 2019,[38] 2020